# Думітрештій-Фаце
Думітрештій-Фаце (рум. Dumitreștii-Față) — село у повіті Вранча в Румунії. Входить до складу комуни Думітрешть.
Село розташоване на відстані 144 км на північний схід від Бухареста, 23 км на південний захід від Фокшан, 87 км на захід від Галаца, 103 км на схід від Брашова.

## Населення
За даними перепису населення 2002 року у селі проживали 288 осіб, з них 287 осіб (99,7%) румунів. Рідною мовою 287 осіб (99,7%) назвали румунську.